# Nachtdieren (televisieprogramma)
Nachtdieren is een Nederlands televisieprogramma van omroep BNNVARA dat uitgezonden wordt door NPO 3. De presentatie van het programma is in handen van Raven van Dorst. Het zevende seizoen, dat in de Verenigde Staten werd opgenomen, werd uitgezonden onder de naam Nachtdieren USA.

## Format
In het programma gaat presentator Raven van Dorst iedere aflevering 's nachts op pad met hun auto om een nachtreportage te maken. Hierbij is die op zoek naar mensen met bijzondere verhalen, hiervoor spreekt die mensen op straat aan en belt die aan bij mensen waarvan die ziet dat ze nog wakker zijn. Deze verhalen kunnen verschillen van mensen die hun kind hebben verloren of die angst hebben om hun huis uit te komen of die vroeger geestelijk en seksueel misbruikt zijn.
Iedere aflevering bezoekt Van Dorst een andere stad, sommige aflevering bevatten meerdere steden.

## Achtergrond
Het programma werd in het najaar van 2018 aangekondigd en is een coproductie tussen BNNVARA en productiebedrijf Witte Geit. De eerste aflevering van het programma werd uitgezonden op dinsdag 8 januari 2019. Het eerste seizoen bestond uit zes afleveringen en eindigde op 12 februari 2019.
Wegens positieve reacties werd het programma verlengd met meerdere seizoenen. In januari 2024 werd seizoen zes gelanceerd, in de laatste twee afleveringen bezocht Van Dorst voor het eerst steden in het buitenland: Londen en Berlijn. Het zevende seizoen dat in februari 2025 van start ging werd volledig opgenomen in de Verenigde Staten en werd uitgezonden onder de titel Nachtdieren USA.